# Antropornis
L'antropornis (Anthropornis) és un gènere de pingüins gegants que visqueren fa 37-45 milions d'anys, durant l'Eocè tardà i princips de l'Oligocè. Feia 1,7 m d'alt i pesava 90 kg. Els seus fòssils s'han trobat a l'Illa Seymour d'Antàrtida i a Nova Zelanda. El pingüí emperador actual només fa 1,2 m d'alt.
L'espècie tipus és Anthropornis nordenskjoldi.